# Matthieu Ricard
Matthieu Ricard (15 de febrer del 1946, Aix-les-Bains, Savoia, França) és doctor en genètica cel·lular, monjo budista tibetà, autor, traductor i fotògraf. Fill del filòsof Jean-François Revel (nom de naixement Jean-François Ricard) que fou membre de l'Acadèmia Francesa. Resideix actualment al monestir de Shechen al Nepal. És conegut principalment per ser el traductor francès del Dalai-Lama i per la seva activa participació en els experiments neurocientífics sobre els efectes de la meditació sobre el cervell humà. Després dels resultats d'una de les experiències en les quals es va sotmetre com a voluntari se'l va qualificar de “l'home més feliç del món”.
Després d'un primer viatge a l'Índia el 1967,on es relaciona per primer cop amb grans mestres espirituals tibetans, decideix finalitzar el seu doctorat en genètica cel·lular el 1972 sota la direcció de François Jacob (premi Nobel de Medecina). Aquell mateix any decideix instal·lar-se definitivament a la regió de l'Himàlaia on hi viu des d'aleshores. Allà es converteix en deixeble de Kyabjé Kangyur Rimpotxé de Dilgo Khyentse Rimpotxé. Esdevé monjo el 1979 i viu actualment al monestir de Shechen al Nepal.
El 1980 es troba amb el Dalai-Lama i esdevé el seu intèrpret francès a partir del 1989.
A la seva activitat literària i de traducció s'hi afegeixen la seva obra fotogràfica, les conferències arreu del món i la fundació i direcció de projectes humanitaris on cedeix la totalitat dels seus drets d'autor. Dirigeix l'associació Karuna-Shechen dedicada a la intervenció humanitària al Tibet, al Nepal i a Bhutan, principalment per a la construcció de ponts, escoles, orfenats, clíniques, etc.
Amb el seu pare escriu el llibre “Le Moine et le Philosophe” (El monjo i el filòsof, 1997) on transcriu un intercanvi d'idees des dels seus respectius punts de vista filosòfics i espirituals. L'obra ha estat traduïda a 21 llengües. Les discussions amb l'astrofísic Trinh Xuan Thuan a la universitat d'estiu d'Andorra del 1997 esdevenen el llibre “L'infini dans la paume de la main” (L'infinit al palmell de la mà, 2000), un diàleg constructiu entre espiritualitat i ciència. Un dels llibres de més èxit ha estat “Plaidoyer pour le bonheur“ (En defensa de la felicitat, traduït al català, 2007) on descriu els mecanismes del sofriment segons el budisme i els mètodes d'entrenament espiritual basats en la meditació per a assolir el benestar mental.
Gran aficionat a la fotografia, ha publicat nombrosos reculls amb imatges de grans mestres, la vida en els monestirs, dels paisatges de l'Himàlaia i de la seva gent.
Des de l'any 2000 forma part activament del Mind and Life Institute, organització creada per a l'exploració de les relacions entre ciència i budisme. Cada dos anys se celebra una conferència on hi participen nombrosos científics del món de les neurociències i practicants budistes, dels quals destaca el mateix Dalai Lama. Matthieu Ricard és un dels actors més rellevants dins l'activitat de la recerca científica dels estudis sobre els efectes de la meditació en el cervell humà (neuroplasticitat) i participa sovint en experiments duts a terme a les universitats de Madison-Wisconsin, Princeton, Berkeley i a l'Institut Max Planck.
Participa igualment com a conferenciant a les trobades a les reunions anuals del Fòrum Econòmic Mundial a Davos (Suïssa). El seu discurs s'orienta cap a formes alternatives de desenvolupament socioeconòmic basades en la col·laboració i en el desenvolupament de les qualitats més humanes com l'altruisme.
És també un convençut defensor de la natura i dels animals com a elements indissociables per a l'obtenció de la felicitat humana.

## Obres
Llibres traduïts al català
- En defensa de la felicitat. Editorial Empúries, 2007 ISBN 9788493483067
- L'Art de la meditació : per què, com i sobre què meditar? Viena helios, 2009 ISBN 9788483305737

Llibres en francès
- Les Migrations Animales, Paris, Robert Laffont, «Collection Jeune Science», 1968. (ISBN 978-2221036303)
- Le Moine et le Philosophe, (amb Jean-François Revel) Nil, 1997, Éditions Pocket, 1999 (2a edició).
- L'Infini dans la paume de la main, (amb Trinh Xuan Thuan), Nil, 2000, Éditions Pocket, 2001.
- Plaidoyer pour le bonheur, Nil, 2003, Éditions Pocket, 2004
- La citadelle des neiges, Nil, 2005
- L'art de la méditation, Nil, 2008
- Chemins spirituels: petite anthologie des plus beaux textes tibétains, Nil, 2010
- Psychologie positive: le bonheur dans tous ses états, Jouvence, 2011
- Un nouveau monde en marche, éd. Yves Michel, 2012, de Laurent Muratet et Étienne Godinot. Col·lectiu amb Akhenaton, Christophe André, Stéphane Hessel (pròleg), Jean-Marie Pelt, Pierre Rabhi, Jean Ziegler
- Plaidoyer pour l'altruisme, Nil, 2013 (ISBN 978-2-266-24934-8)
- Plaidoyer pour les animaux, Allary éditions, 2014. (ISBN 978-2-37073-028-2)
- Vers une société altruiste, (amb Tania Singer), Allary éditions,2015 (ISBN 978-2-37073-047-3)
- Trois amis en quête de sagesse, (amb Christophe André i Alexandre Jollien), L'Iconoclaste,2016 (ISBN 979-10-95438-01-4)